# Bothriuridae
Die Bothriuridae sind eine Familie der Skorpione (Scorpiones) mit etwa 120 Arten in 14 Gattungen. 

## Merkmale
Gegenüber anderen Skorpionen zeichnen sich die Bothriuridae vor allem durch die atypische Form des Brustpanzers aus. Dieser besteht nicht aus einer fünfseitigen Platte, sondern aus zwei transversalen Leisten und ist deutlich breiter als lang.

## Verbreitung und Lebensraum
Die Vertreter der Bothriuridae sind in gemäßigten und tropischen Regionen in Südamerika, Afrika, Asien und Australien verbreitet. Arten der Gattung Cercophonius wurden sogar im Himalaya gefunden. Sie leben unter Steinen und in Felsspalten sowie in kleinen, teilweise bis 40 Zentimeter tiefen, Höhlen.

## Systematik
Folgende Gattungen werden als Bothriuridae zusammengefasst:
- Bothriurus Peters, 1861
- Brachistosternus Pocock, 1893
- Brazilobothriurus Lourenço & Monod, 2000
- Centromachetes Lønnberg, 1897
- Cercophonius Peters, 1861
- Lisposoma Lawrence, 1928
- Orobothriurus Maury, 1975
- Pachakutej Ochoa, 2004
- Phoniocercus Pocock, 1893
- Tehuankea Cekalovic, 1973
- Thestylus Simon, 1880
- Timogenes Simon, 1880
- Urophonius Pocock, 1893
- Vachonia Abalos, 1954